# Heike Walpot
Heike Walpot (née Heike John le 19 juin 1960 est une ancienne nageuse allemande, et candidate astronaute.

## Biographie
Elle remporte une médaille de bronze au relais 4 × 100 m 4 nages lors des championnats d'Europe de natation 1977. Elle participe aux Jeux olympiques d'été de 1976 mais sans atteindre les finales. Durant sa carrière sportive, elle remporte 5 titres nationaux en 100 m (1977) et 200 m (1977, 1978) dos et 200 m  (1977, 1978). Elle ne participe pas aux Jeux olympiques d'été de 1980 en raison du boycott de l'Allemagne de l'Ouest aux jeux de Moscou.
Après sa carrière sportive, elle étudie la médecine et soutient son doctorat en 1987. Elle est sélectionnée en tant qu'astronaute du groupe d'astronautes allemands de 1987 et est avec Renate Brümmer une des deux premières femmes astronautes allemandes. Elle officie en tant que Cap-com lors de la mission STS-55/Spacelab D-2 en 1993, mais n'a pas été assignée à un vol spatial. Par la suite elle a été pilote pour la Lufthansa. Elle est mariée avec le spationaute Hans Schlegel.

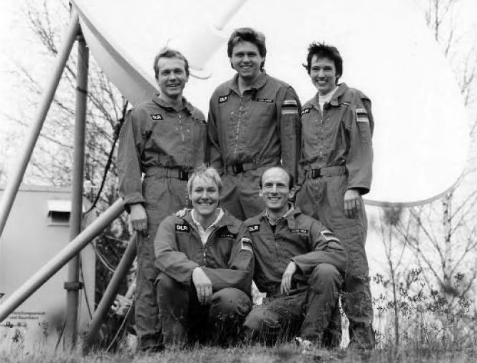
L'équipe d'astronautes allemands, en 1987 : Heike Walpot est accroupie à gauche.